# Ctenophorus yinnietharra
Ctenophorus yinnietharra — вид ігуаноподібних ящірок родини агамових (Agamidae). Ендемік Австралії.

## Поширення і екологія
Ctenophorus yinnietharra мешкають в околицях Їннітарри на заході Західної Австралії. Вони живуть серед гранітних валунів і чагарників.